# باتريشيا ماثيوز
باتريشيا ماثيوز (بالإنجليزية: Patricia Matthews)‏ (1 يوليو 1927، سان فيرناندو في الولايات المتحدة - 7 ديسمبر 2006، بريسكوت في الولايات المتحدة)؛ كاتِبة وروائية أمريكية.